# Panimerus unae
Panimerus unae är en tvåvingeart som beskrevs av Salih 1978. Panimerus unae ingår i släktet Panimerus och familjen fjärilsmyggor. Inga underarter finns listade i Catalogue of Life.